# Derby (Recife)
Derby é um bairro do Recife, Pernambuco, que faz a ligação entre algumas das principais avenidas da cidade, como a Av. Caxangá, Av. Conde da Boa Vista e Av. Agamenon Magalhães.

## História
O bairro do Derby começou sua formação no final do Século XIX, quando então chamava-se Estância, em referência à estância de Henrique Dias.
Em 1888 ali foi construída uma pista de corrida de cavalos, da Sociedade Hípica Derby Club, que se juntou aos outros dois hipódromos recifenses: o Hipódromo da Madalena (hoje conhecido por Hipódromo do Prado), e o Hipódromo de Campo Grande.
Entrando em desativação o hipódromo, Delmiro Gouveia o adquiriu, construindo em seu local um mercado. Em 1900 o mercado foi destruído por um incêndio. Depois de restaurado, em 1924, passou a ser o Quartel da Polícia Militar de Pernambuco.
Na frente do quartel foi construída a Praça do Derby, em 1925, na administração do prefeito Antônio de Góis, dentro de um projeto de paisagismo moderno, antecedendo a atuação do arquiteto Burle Marx (1935).
Nas proximidades do hipódromo também foi construído, por Delmiro Gouveia, o Hotel Internacional, em cujo local foi depois construída a Faculdade de Medicina do Recife, hoje Memorial da Medicina de Pernambuco.

## Atualidade
É um bairro comercial, onde predominam clínicas médicas, prédios empresariais e cursos pré-vestibulares.

## Geografia
O bairro do Derby limita-se com os seguintes bairros:
- Graças
- Boa Vista
- Paissandu
- Madalena

## Edificações e monumentos
- Quartel da Polícia Militar de Pernambuco
- Memorial da Medicina de Pernambuco
- Hospital da Restauração
- Praça do Derby